# Gerador de áudio
Um gerador de áudio é um instrumento eletrônico utilizado para gerar sinais elétricos períodicos (geralmente senoidais) na faixa de frequências de áudio (1 Hz a 20 kHz ou mais). São muito usados em testes de aparelhos e equipamentos de áudio (mixers, amplificadores, filtros, etc) como fonte de sinal. Também são usados para simular corrente alternada, já que, trabalham com frequências.
Seu funcionamento é baseado num circuito eletrônico oscilador que pode gerar um sinal senoidal ou quadrado, com frequência e amplitude variável e ajustável por dials.